# Euherdmaniidae
Euherdmaniidae zijn een familie van zakpijpen (Ascidiacea) uit de orde van de Aplousobranchia.

## Geslachten
- Euherdmania Ritter, 1904